# Heather Sheehan
Heather Sheehan (* 9. Dezember 1961 in Mount Vernon, New York) ist eine US-amerikanische Künstlerin. Sie lebt und arbeitet in Köln. In ihren Arbeiten vereint sie Elemente von Skulptur, Objekt-, Installations-, Performance-, Videokunst und Schwarz-Weiß-Fotografien. Häufig verwendet sie Textilien in ihren Werken. Weitere Komponenten ihrer Schöpfungen sind Kurzgeschichten zu den jeweiligen Thematiken und Gedichte. Sie fokussiert sich auf die Erarbeitung und Präsentation individueller Mythologien.

## Leben und Werk

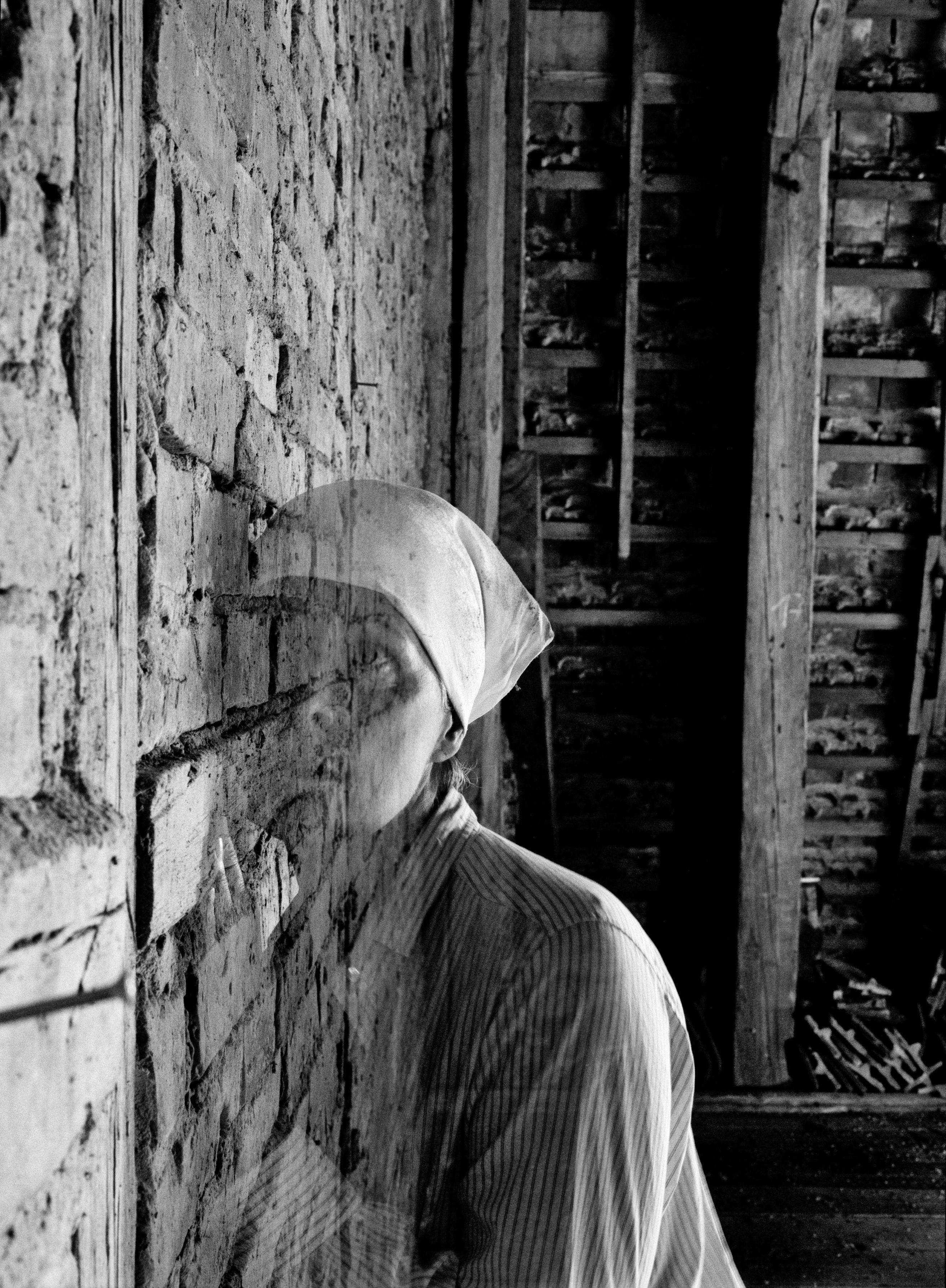
Selbstporträt 2016, mit einem Ohr in der Vergangenheit (Schwarz-Weiß-Fotografie)

Heather Sheehan studierte an der Parsons School of Design und an der New School of Social Research in New York. Von 1981 bis 1983 absolvierte sie ein Studium der Textilwissenschaft und des Damenschneidereihandwerks am Fashion Institute of Technology der State University of New York. Sie machte ihren Abschluss 1983 mit dem in den USA bekannten Associate Degree of Applied Science. Bis 1994 wohnte und arbeitete sie in New York City, danach wanderte sie nach Köln aus. Sie ist mit dem Künstler Ivo Ringe verheiratet.
Der Begriff der Individuellen Mythologie, ursprünglich von Harald Szeemann anlässlich der documenta 5 geprägt, bezeichnet eine Arbeitsweise der Künstler, in der sie aus ihrer subjektiven inneren Wahrnehmung heraus Kunstwerke schaffen, in welchen sie wiederkehrende Ereignisse im Leben von Menschen, wie Geburt, Tod etc. in ihren mythologischen Qualitäten thematisieren. Entsprechend rätselhaft wirken diese künstlerischen Installationen auf den Zuschauer, den die Vieldeutigkeit dieser dargebotenen Impulse zu eigenem Nacherleben und Nachschwingen einlädt. Heather Sheehans Interesse gilt vor allem dem erzählerischen Verweben von komplexen Zusammenhängen mittels unterschiedlicher Medien zu einer Art multidimensionaler Erfahrungswelt. Hierbei ist alles auf die vorgegebenen Räumlichkeiten und ihren Recherchen dazu bezogen.
So hat sie für die Ausstellung alighting (2015) ein Video mit dem Titel alighting on the river angefertigt, in welchem die beiden wichtigen Themen aus der Geschichte Augsburgs gespiegelt werden, nämlich die Textilkunst und der Fluss Lech, der durch Augsburg fließt. Eine Frau in einem schlichten Kleid geht barfuß, jeder Schritt langsam und tastend, an einem Flussufer entlang. Sie trägt ein weißes Kopftuch und legt unter einer Weide den Sack aus grobem Leinen und den schwarzen Stein ab, den sie wie ein Kind oder ihre Seele in den Armen trug. Dann dreht sie dem Betrachter des in Schwarz-Weiß gedrehten Videos den Rücken zu und schreitet ins Wasser, das ihr bald bis zu den Oberschenkeln reicht. Schnitt. Die nächste Einstellung zeigt nichts als Wasser, den dahinströmenden Fluss. Ende.
Die Ausstellung wurde durch eine Performance eröffnet, in welcher Sheehan – in einen Hessiansack gehüllt – in den Raum robbt, um sich dann allmählich aus dieser Hülle zu befreien. Wesentlicher Teil des Ausstellungskonzeptes bildeten von ihr inszenierte fotografierte Selbstporträts in schwarz-weiß, in denen sie sich mit Geburt, Totgeburt, Verlust, Heilung und Transformation, den Themen ihres Gesamtwerks, körperlich auseinandersetzt.
Für die Ausstellung Soulfood (2003) in der Fuhrwerkswaage in Köln, installierte sie die Zutaten für 2000 kg Milchreis in einer Dreiecksformation: zwei einsehbare Quader zusammen mit einem herabhängenden Sack; Elemente die nicht nur Reis als eine Seelennahrung für Kinder und Erwachsene thematisieren, sondern vor allem die Tatsache, dass Reis ein Grundnahrungsmittel für große Teile der Weltbevölkerung ist: […] sie verbindet den Purismus des ausgeräumten Nutzraumes mit dem Minimalismus moderner Positionen zur Aura eines Stillebens mütterlicher Fürsorge.
Für Visitors and other Beings (2011) in Siegburg schuf sie Wesen – Beings (Existenzformen) – in unterschiedlichen Größen, von Riesen, die über zwei Meter hoch sind, bis zu ganz kleinen Existenzformen, die man instinktiv beschützen möchte. Obwohl diese Geschöpfe aus textilen Stoffen wie Kuscheltiere anmuten, entpuppen sie sich bei näherer Betrachtung als eher unheimlich und verstörend fremd. Dieser Eindruck wird verstärkt durch die begleitenden Fotografien: Hierfür hat die Künstlerin zum Rasierer gegriffen und den Plüschstoff auf den Kunstharzgesichtern teilweise entfernt, teilweise zu Frisur und Augenbrauen geformt. In starker Vergrößerung wirken diese Tafeln auf ihre Weise suggestiv: Die menschliche Gestalt scheint aus der Plüschpuppe hervorzubrechen. Der Betrachter wird zum Zeugen eines Häutungsprozessses.
Für Unter der Haut (2001) konzipierte Sheehan eine Art Brutstation im Lehmbruck-Museum, in denen unter durchsichtigem Plastik Wesen -voneinander isoliert – verborgen waren, die mit Schläuchen genährt wurden und anscheinend zu wissenschaftlichen Zwecken untersucht wurden. Sie wirkten weich und schleimig, wie nicht ganz fertig, oder noch dabei erst zu reifen. Dazu erstellte sie ein Video mit dem Titel Single Opening, in welchem sie als Professor Dr. Nurse auftrat und erklärte, dass es sich bei den Wesen um die Wiederbelebung einer Existenzform, eines Kloakentiers handele, die Maboutae heißt. Es hat einen großen ökonomischen Vorteil: es verfügt über nur eine Öffnung des Körpers und stellt eine besondere Milch her. Sarkastisch karikiert sie damit abseitige Forschungsschwerpunkte und unsere laienhaften Vorstellungen von den Möglichkeit der Gentechnik und deren ökonomischen Vorteilen.
Es geht für Heather Sheehan darum, wie eine Art menschlicher Seismograph den Energien der Räume, in denen sie arbeitet und ausstellt, nachzuspüren und daraus ihre Installationen und Performances zu entwickeln: There is a place of fertile tension between desire and consciousness, between looking out at the world and looking back in to the self. I go to this place to gather and form images, objects, actions and words. I meld with a material, until the physical experience sparks my practice. The actions I take are guided by this charge. In a state of heightened awareness, I sense the poignancy of a presence wanting to be manifested in my hands, asking to be born and shared. (in Deutsch: Es gibt einen Ort der fruchtbaren Spannung zwischen Wunsch und Bewusstsein, zwischen dem Blick auf die Welt und Retrospektive in das Selbst. Ich gehe an diesen Ort, um Bilder, Gegenstände, Handlungen und Worte zu sammeln und zu bilden. Ich verschmelze mit dem Material, bis das physische Erleben meine Praxis anregt. Die Handlungen, die ich durchführe, sind davon bestimmt. In einem Stadium erhöhter Aufmerksamkeit fühle ich die Dringlichkeit einer Anwesenheit, die durch meine Hände manifestiert werden möchte, und darum bittet, geboren und vermittelt/geteilt zu werden.)

## Werke in Sammlungen (Auswahl)
- Kunstmuseum Bonn, Deutschland
- Museum für Gegenwartskunst Krakau, Polen[8]
- Stadtmuseum Siegburg, Deutschland[9]
- Schloss Plüschow, Plüschow, Deutschland

## Videografie (Auswahl)
- 1995: Performance: On Pink, 18′ 02″
- 1999: Single Opening,[10] 08′ 15″
- 2003: Performance: Each&Every, 04′ 21″
- 2015: Performance: Alighting on the River,[11] 14′ 32″
- 2015: Performance: Waterline/Receding,[12] 05′ 11″
- 2018: Performance: I shot myself in Augsburg,[13] 01′ 07″
- 2019: Burlap Poem video (2012–2019),[14] 11′ 57″
- 2021: Hers is a Story,[15] 04′ 06″

## Auszeichnungen
- 2015 bis 2016 MacDowell Colony Fellowship, USA[16]
- 2017 Gastkünstlerin in Schloss Plüschow, Deutschland[17]

## Einzelausstellungen (Auswahl)
- 1995 On Pink, (Performance) Hering Raum Bonn, Deutschland[18]
- 1997: Made for Arolsen (Installation), Museum Schloss Arolsen, Deutschland
- 2000: Father, Pavillon Schloss Molsberg, Westerwald, Germany
- 2000: Single Opening (Videoperformance), Artothek Köln, Deutschland[19][20]
- 2003: Soulfood, Kunstraum Fuhrwerkswaage, Köln, Deutschland
- 2005: Each and Every (Videoperformance), Trinitatiskirche Köln, Deutschland
- 2007: Nike & Co., Art Galerie Scheel, Morsum, Sylt, Deutschland[21][22]
- 2009: Heather Sheehan – Beings, Neue Galerie Landshut, Deutschland
- 2011: Visitors and other Beings, Stadtmuseum Siegburg, Deutschland
- 2012: Visitors, the Tall and the Small, Kunstverein Oerlinghausen, Deutschland[23]
- 2014: (W)hole, Selected Art Models, Köln, Deutschland[24]
- 2015: Barking the Willow (Ausstellung und Performance), Neue Galerie Landshut, Deutschland[25]
- 2015: Alighting (Ausstellung, Video und Performance), Kunstverein Augsburg, Deutschland[26][27]
- 2017: Institutional,[28] Paul-Clemen-Museum, Bonn, Deutschland
- 2017: Kunstwerk Leben,[29] Zentrum für verfolgte Künste, Kunstmuseum Solingen, Deutschland
- 2018: I Shot Myself in Augsburg (Ausstellung und Performance),[30] Claudia Weil Galerie, Friedberg, Deutschland
- 2019: A weighing/Eine Wägung (Ausstellung und Performance),[31] Susanne Neuerburg Galerie, Hennef, Deutschland
- 2021: Sharpless, Margaret,[32] Milton Art Bank (MAB), Milton, USA
- 2023: Heather Sheehan: One Woman. One Stone,[33] Galerie Rigo im Museo Lapidarium, Novigrad, Kroatien
- 2024: Heather Sheehan: Sylta, die Walfängerwitwe, die weint,[34] Altfriesisches Haus, Sylt

## Ausstellungsbeteiligungen (Auswahl)
- 1988: Not Out of Fashion (Performance), New York Public Theater, New York, USA,
- 1993: Die verlassenen Schuhe, Rheinisches Landesmuseum Bonn, Deutschland[35]
- 1999: Zwei Amerikaner in Aschaffenburg, Neuer Kunstverein Aschaffenburg, Deutschland[36]
- 1999: Macht und Fürsorge, Trinitatiskirche Köln, Deutschland
- 2001: Unter der Haut – Transformationen des Biologischen in der zeitgenössischen Kunst, Lehmbruck Museum, Duisburg, Deutschland
- 2006: Diagnose [Kunst], Kunstmuseum Ahlen, Deutschland[37]
- 2007: Familienbande, Lehmbruck Museum, Duisburg, Deutschland
- 2011: Nicht Für Sie, Kunstverein Passau und Große Rathausgalerie Landshut, Deutschland
- 2011: show it again. Heather Sheehan + Ivo Ringe, Neuer Kunstverein Aschaffenburg
- 2015: 25 Jahre Kunst im Stadtmuseum, Stadtmuseum Siegburg, Deutschland
- 2016: Medicine in Art, Museum für Gegenwartskunst Krakau, Polen
- 2016: Restructured, Newlyn Art Gallery, England[38]
- 2019: 5. Biennale Internationale d’art non objectif,[39] Le Pont-de-Claix, Frankreich
- 2019: Schönheit!?,[40] Galerie Gisela Clement, Bonn, Deutschland